# Jasmin Airways
Smelling Tunisia
Jasmin Airways (arabe : ياسمين للطيران) (code AITA : JO ; code OACI : JAW) est une compagnie aérienne charter privée tunisienne.

## Histoire
En 2011, Abderrazek Ben Amara décide de créer une compagnie aérienne spécialisée dans l'activité charter. En 2015, un premier lancement prévu est avorté.
Le 5 décembre 2019, la compagnie reçoit son certificat de transporteur aérien,,.
La compagnie fait partie du groupe tunisien de formation aéronautique Airline Flight Academy et de l'université ESAT. Le groupe hôtelier Hasdrubal et l'agence touristique Thalassa Travel Tunisie font partie de ses partenaires. En décembre 2019, son président-directeur général est Ali Ben Amara.
Le premier vol de la compagnie est originellement programmé pour le 20 décembre 2019 afin d'assurer le déplacement de l'équipe du Hellas Vérone venue affronter le Club africain. Ce vol n'est toutefois pas réalisé car, selon la compagnie, aucun contrat n'a été signé et aucun paiement effectué. Le match entre le Club africain et le Hellas Vérone est donc annulé, ce qui donne lieu à une polémique et une passe d'armes entre les dirigeants du Club africain et la direction de la compagnie.
Une assemblée générale extraordinaire a lieu le 30 octobre 2023 afin de décider de la cessation d'activité et de la nomination d'un liquidateur.

## Destinations
La compagnie prévoit d'assurer des vols vers le Maghreb et l'Europe depuis les aéroports d'Enfida et Djerba,. Elle doit aussi assurer les déplacements vers Djerba et Tozeur en appui de Tunisair Express.
Jasmin Airways planifie également de louer des appareils avec équipages au profit d'autres marchés,.
- Tunisie
  - Aéroport international d'Enfidha-Hammamet (hub)
  - Aéroport international de Djerba-Zarzis
  - Aéroport international de Tunis-Carthage
  - Aéroport international de Tozeur-Nefta
- Italie
  - Aéroport de Vérone

## Flotte

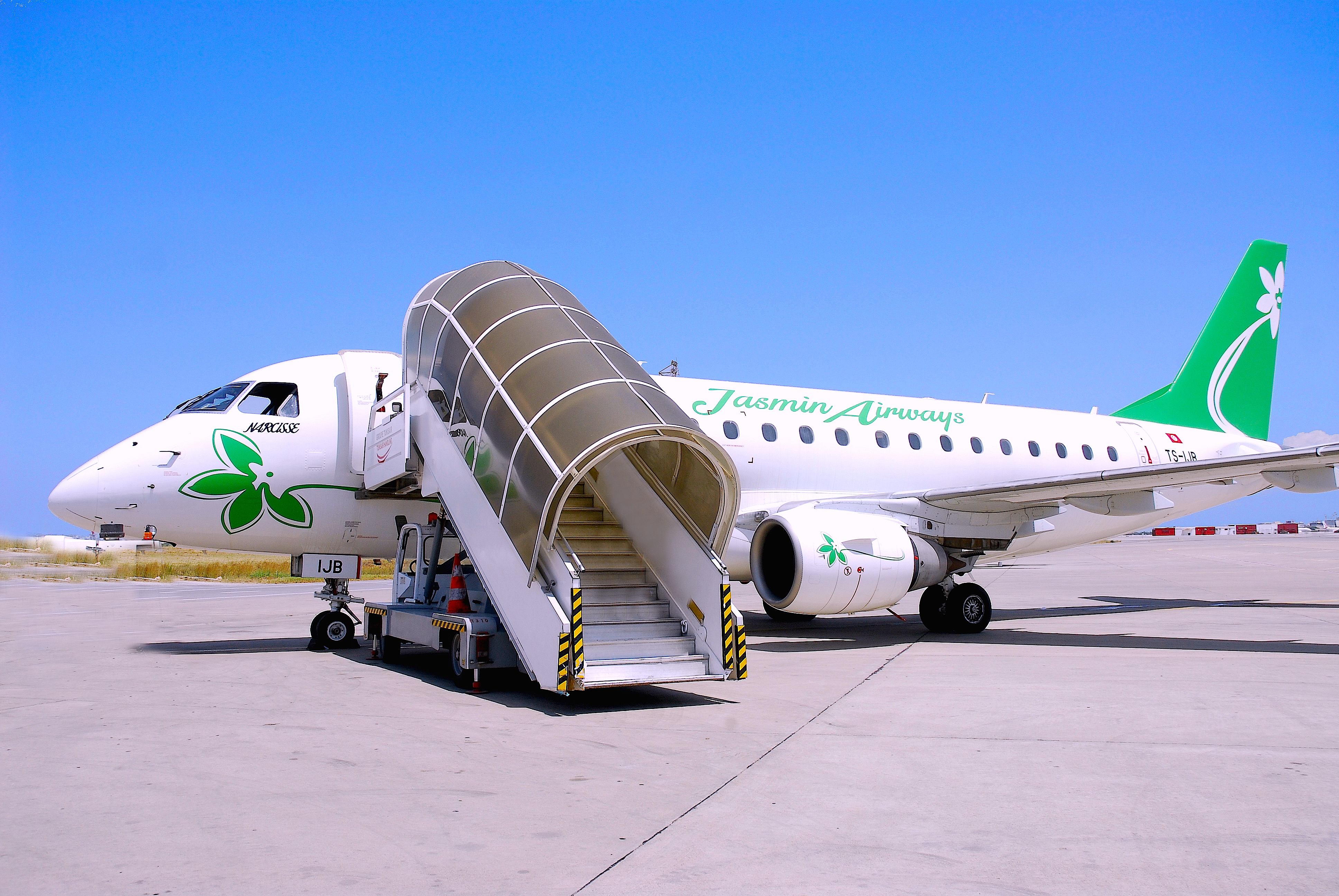
Embraer 170LR (TS-IJB).

| Modèle        | Nombre de sièges | Immatriculation | Date de livraison |
| ------------- | ---------------- | --------------- | ----------------- |
| Embraer 170LR | 76               | TS-IJA          | ?                 |
| Embraer 170LR | 76               | TS-IJB          | ?                 |